# Rauda
Rauda là một đô thị thuộc huyện Saale-Holzland, trong bang Thüringen, Đức. Đô thị Rauda có diện tích 3,09 km².